# 梁儲內閣
梁儲內閣成立於正德十年三月十五日（1515年3月29日），結束於正德十二年十一月十五日（1517年11月28日）。是明武宗統治下的第四個內閣，由時任少保、太子太傅兼謹身殿大學士梁儲組閣。
梁儲內閣任內，武宗大興土木，修建乾清宮、坤寧宮，又營太素殿、天鵝房、船塢，梁儲與閣員靳貴、楊一清上疏懇切勸諫。正德十一年（1518年），梁儲因東宮太子未定，而請求選擇宗室中賢能者留居京師，以備為儲君，都沒有得到回覆。。
正德十二年八月一日（1517年8月17日），武宗換裝帶數十騎兵到昌平，次日，梁儲、蔣冕、毛紀覺察后，追到沙河也沒有趕上，后連疏數次請求回鸞，但武宗至拖至十三天方才歸返，梁儲再次以朝無太子進諫，沒有得到回覆。同年九月，武宗騎馬出居庸關，抵達宣府，命令谷大用守衛關口，不要放大臣出關，梁儲等憂慮驚怕，接連上疏十多次請求回鸞，武宗不聽。出乎內閣與群臣意料之外的是，武宗於十月九日（10月23日）在邊境親自擊退鞑靼，取得應州大捷的戰績。十一月十五日，前任首輔楊廷和守喪期滿，武宗召其返京組閣，梁儲還居次輔之位；同日楊廷和再度出任內閣首輔。

## 內閣成員
| 職位         | 姓名   | 備注                                           |
| ------------ | ------ | ---------------------------------------------- |
| 首輔         | 梁儲   | 第一次楊廷和內閣續任                           |
| 次輔         | 楊一清 | 正德十一年（1516年）辭職                       |
| 次輔         | 靳貴   | 第一次楊廷和內閣續任，正德十二年（1517年）辭職 |
| 文淵閣大學士 | 蔣冕   | 正德十一年入閣，次年晉升武英殿大學士           |
| 東閣大學士   | 毛紀   | 正德十二年入閣，同年晉升文淵閣大學士           |